# أندرياس أوتو
أندرياس أوتو (بالألمانية: Andreas Otto)‏ (مواليد 5 أكتوبر 1963) هو ملاكم ألماني، مثّل بلاده في الألعاب الأولمبية الصيفية في دورتي 1988 و1992.

## روابط خارجية
أندرياس أوتو على موقع أوليمبيديا (الإنجليزية)